# درامبو
درامبو (به انگلیسی: Drumbo) یک روستا در بریتانیا است که در شهرستان داون واقع شده‌است. درامبو ۴۰۸ نفر جمعیت دارد.